# Александрия Эсхата

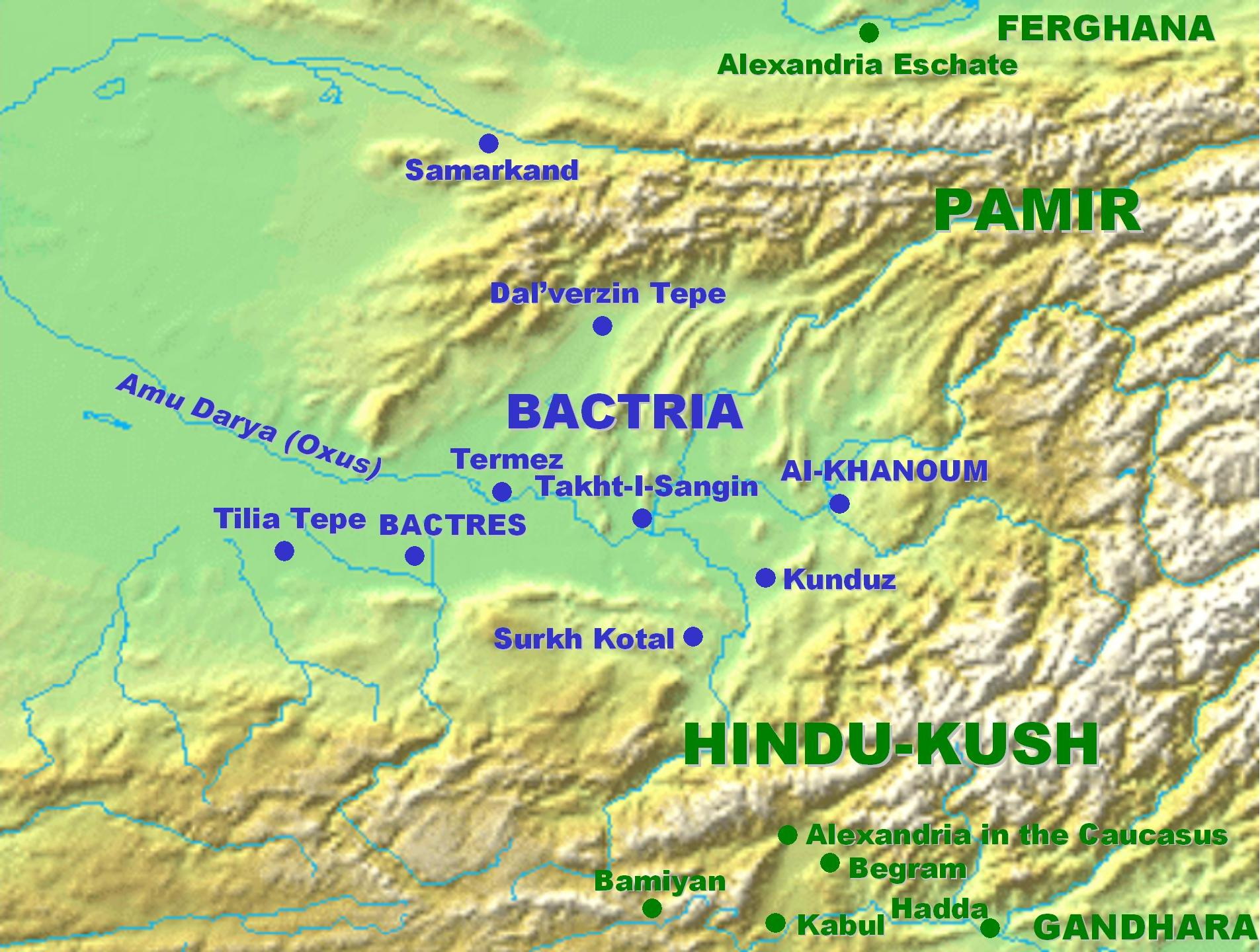
Александрия Эсхата располагалась к северу от Бактрии у входа в Ферганскую долину

Александрия Эсхата (др.-греч. Ἀλεξάνδρεια Ἐσχάτη) — античный город с неясным местоположением.
Известно, что армия Александра Македонского дошла только до Сырдарьи. И на её берегу Александр основал город, названный Александрия Эсхата (дословно переводится как Александрия Последняя или точнее по смыслу как Александрия Дальняя, по мнению историка Б. Г. Гафурова — Александрия Крайняя).
Где точно находилась Александрия Эсхата, неизвестно. Связано это с тем, что письменные свидетельства античных авторов о походах Александра на Восток имеют массу неточностей и неясностей, так как большинство авторов этих трудов жили через 100—200 лет после походов Александра.
Некоторые исследователи помещали его в окрестностях узбекского города Бекабада, другие называли местоположение Александрии Эсхаты в районе посёлка Куркат Ленинабадской области, третьи — район Ферганы.
Две наиболее общепризнанные теории связывают местоположение Александрии Эсхаты либо с Худжандом, либо именно с Канкой. Однако в настоящее время заложенный археологами на Канке стратиграфический шурф показывает нижние слои только III века до н. э., что противоречит предположению о том, что именно Канка является Александрией Эсхатой, заложенной самим Александром Македонским.
В настоящее время историки сходятся во мнении, что наиболее подходящим местом на роль Александрии Эсхата является древняя цитадель в окрестностях города Худжанда. Поисками исчезнувшего города несколько лет занималась экспедиция, возглавляемая Нуманом Негматовичем Негматовым. Нуман Негматович обратил внимание на одно указание древнеримского историка Квинта Курция. Курций писал, что сооружение греками укреплённого пункта в непосредственной близости от границы владений воинственных кочевников-саков вызвало недовольство их грозного свободолюбивого властителя. И он отдал приказ во что бы то ни стало помешать возведению городских стен. Саки, расположившись на другом берегу реки, начали обстрел македонцев из луков. Воины Александра ответили выстрелами из катапульт, отогнали нападавших и, быстро переправившись на плотах через реку, вступили с ними в сражение. Ширина реки Сырдарьи, протекающей через Худжанд в районе крепости, — около 300 метров, но у неё очень быстрое течение, порядка 2 — 3 метров в секунду. Переправа на плоте возможна, но плот отнесло бы по течению реки вниз на несколько километров. Зная о сокрушительной силе македонских фаланг, кочевники уклонились от битвы и начали отступление вглубь страны. Бездорожье пустыни, изнуряющая жара и безводье заставили греков прекратить преследование конных отрядов саков. В довершение всех бед сам Александр неожиданно заболел, напившись воды из солёного озера. Македонцы вернулись в лагерь и продолжили сооружение укрепления.
Анализ этого отрывка и дал ключ к поискам: дальность полёта стрелы и камней из катапульт ограничена 200—300 метрами. Результаты обследований берегов Яксарта показали, что единственным местом, где была возможна перестрелка через реку, является район города Худжанда (в советское время носившего название Ленинабад). На всём остальном пространстве от Бекабада до Канибадама существует сильная заболоченность сырдарьинской поймы, густо поросшей зарослями камыша, что делает невозможной и описанную историками дуэль, и быструю переправу воинов Александра Македонского через реку на плотах. Кроме того, только в окрестностях Худжанда, на правом берегу реки Сырдарьи, имелись горькие солёные озера Шуркуль, вода которых могла вызвать недомогание полководца. Детальное топографическое обследование, проведённое археологами, показало, что наиболее подходящим местом для создания укреплённого поселения на левом берегу реки Сырдарья является холм древней ходжентской цитадели. Раскопки подтвердили, что в IV веке до н. э. здесь жили греки.
Античные авторы сообщали, что Александрия Эсхата в течение 20 дней была обнесена мощной крепостной стеной длиной в 60 стадий (10-11 км). Но непрерывное существование поселения на территории современного Худжанда в течение многих веков полностью уничтожило следы античных построек. Тем не менее, в конце августа 1975 года в одном из шурфов, заложенных у основания средневековой крепостной стены, ученые обнаружили кладку из сырцовых кирпичей античного времени. Стена сохранилась на высоту около двух с половиной метров. Сопутствующие находки позволили довольно точно установить время её сооружения — первая четверть IV века до н. э., то есть время прихода войск Александра Македонского на Сырдарью.

## Эллинистический центр в Центральной Азии

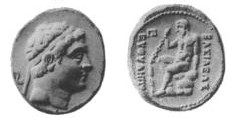
Монета с изображением царя Бактрии Евтидема (230—200 гг. До н. э.)

Александрия Эсхата была расположена примерно в 300 км к северу от Кавказской Александрии в Бактрии. Жители города находились в постоянном конфликте с местным населением Согдианы. После 250 г. до н. э. город был связан с эллинистическим царством Бактрия, особенно в период, когда греко-бактрийский царь Евтидем I укрепил свою власть над Согдианой.

## Контакты с Китаем
Александрия Эсхата былa расположенa в 400 км к западу от долины Кашгар (район Синьцзян в современном Китае), где проживали индоевропейцы. Есть многочисленные свидетельства того, что греческие экспедиции доходили до Кашгара. Согласно Страбону, греки расширили свои территории до западного Китая. Таким образом, первые контакты западного мира с Китаем произошли около 200 г. до н. э.
Предполагается, что потомками греков могут быть жители Ферганы, упомянутые в китайских документах династии Хань (экспедиция Чжан Цяня около 130 г. до н. э.). Если эти предположения окажутся обоснованными, они станут первыми контактами между китайской цивилизацией и индоевропейским городским миром, которые привели к созданию Шёлкового пути в I веке до нашей эры.